# St John Brodrick
William St.John Fremantle Brodrick, 1. hrabě z Midletonu (William St.John Fremantle Brodrick, 1st Earl of Midleton, 9th Viscount Midleton, 1st Viscount Dunsford, 9th Baron Midleton, 6th Baron Brodrick) (14. prosince 1856 – 13. února 1942) byl britský státník ze šlechtického rodu usazeného od 17. století v Irsku. Jako dlouholetý poslanec Dolní sněmovny se stal vlivným politikem Konzervativní strany. Byl britským ministrem války a ministrem pro Indii. Jako dědic rodových titul přešel v roce 1907 do Sněmovny lordů, v roce 1920 byl povýšen na hraběte.

## Politická kariéra

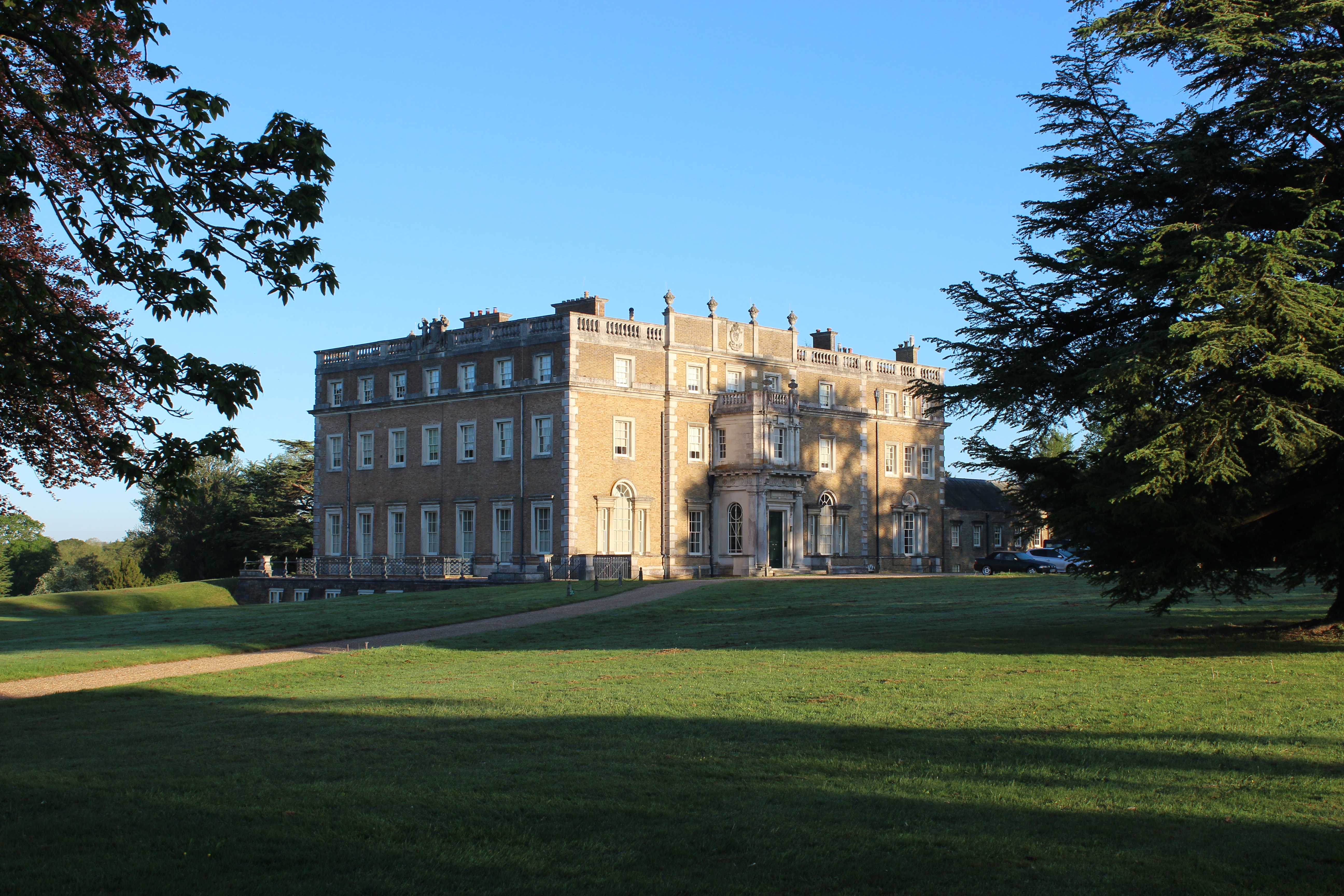
Zámek Peper Harow House (hrabství Surrey, hlavní sídlo rodu Brodricků od 18. století

Pocházel ze starobylého šlechtického rodu od anglické revoluce usazeného v Irsku, byl synem 8. vikomta Midletona, matka Augusta (1833–1903) byla dcerou vlivného toryovského politika Thomase Fremantla. Vystudoval v Oxfordu, v letech 1880–1906 byl členem Dolní sněmovny za Konzervativní stranu. Již v mládí se zařadil mezi vlivné osobnosti konzervativců a v druhé Salisburyho vládě byl finančním tajemníkem na ministerstvu války (1886–1892), později státním podsekretářem války (1895–1898) a zahraničí (1898–1900), od roku 1897 byl též členem Tajné rady. V letech 1900–1903 byl ministrem války, v této funkci musel řešit nepřipravenost britské armády na búrskou válku, nakonec byl v letech 1903–1905 ministrem pro Indii.
V roce 1906 neuspěl ve volbách, ale o rok později zdědil rodové tituly a vstoupil do Sněmovny lordů (zde zasedal jako baron Brodrick, vyšší titul vikomta Midletona platil pouze pro Irsko). V letech 1907–1913 byl členem londýnské městské rady, později se angažoval v Irsku, irští nacionalisté jej ale příliš neuznávali, protože podle jejich názoru sledoval spíše své politické zájmy v Konzervativní straně v Anglii. V roce 1920 získal britský titul hraběte z Midletonu.
Během návštěvy vojenských manévrů v Německu v roce 1902 obdržel pruský Řád červené orlice, v roce 1916 získal irský Řád sv. Patrika. Zastával řadu čestných funkcí, mimo jiné byl smírčím soudcem a zástupcem místodržitele v hrabství Surrey, kde vlastnil statky. Zde se nacházelo hlavní rodové sídlo Peper Harow House, které bylo v majetku rodiny od roku 1713.

## Rodina a potomstvo
Jeho první manželkou byla od roku 1880 Hilda Wemyss (1854-1901), dcera 9. hraběte z Wemyssu ze starobylé skotské šlechty. Po ovdovění se podruhé oženil v roce 1903 s Madeline Stanleyovou (1876-1966) z linie baronů z Alderley (její dědeček Edward Stanley, 2. baron Alderley byl ministrem obchodu a pošt). Z obou manželství pocházelo sedm dětí, dědicem titulů byl nejstarší syn George (1888-1979) z prvního manželství, oba synové z druhého manželství padli za druhé světové války v Itálii.
- Muriel Brodrick (1881-1966), manžel 1901 Dudley Marjoribanks, 3. baron Tweedmouth (1874-1935), podplukovník, dvořan

- Sybil Brodrick (1885-1934), manžel 1912 Sir Ronald William Graham (1870-1949), britský velvyslanec v Itálii

- George St John Brodrick, 2. hrabě z Midletonu (1888-1979), důstojník

- Aileen Brodrick (1890-1970), manžel 1913 Charles Francis Meade (1881-1975), horolezec, spisovatel

- Moyra Brodrick (1897-1982), manžel 1922 Sir Charles Henry Loyd (1891-1973), generál

- Francis Alan Brodrick (1910-1943), major, padl v Itálii

- Michael Victor Brodrick (1920-1943), major, padl v Itálii

## Vyznamenání
- Řád červené orlice – Pruské království, 1902[1]
- Řád svatého Patrika – 18. dubna 1916